# Клінтон (Оклахома)
Клінтон (англ. Clinton) — місто (англ. city) в США, в окрузі Кастер штату Оклахома. Населення — 8521 особа (2020).

## Географія
Клінтон розташований за координатами 35°30′20″ пн. ш. 98°58′27″ зх. д. / 35.50556° пн. ш. 98.97417° зх. д. (35.505647, -98.974253).  За даними Бюро перепису населення США в 2010 році місто мало площу 24,34 км², з яких 24,29 км² — суходіл та 0,05 км² — водойми.

### Клімат
| Клімат : Клінтон        | Клімат : Клінтон | Клімат : Клінтон | Клімат : Клінтон | Клімат : Клінтон | Клімат : Клінтон | Клімат : Клінтон | Клімат : Клінтон | Клімат : Клінтон | Клімат : Клінтон | Клімат : Клінтон | Клімат : Клінтон | Клімат : Клінтон | Клімат : Клінтон |
| Показник                | Січ.             | Лют.             | Бер.             | Квіт.            | Трав.            | Черв.            | Лип.             | Серп.            | Вер.             | Жовт.            | Лист.            | Груд.            | Рік              |
| Абсолютний максимум, °C | 29,4             | 28,9             | 35,0             | 36,7             | 41,1             | 44,4             | 44,4             | 46,1             | 43,9             | 36,7             | 31,7             | 31,7             | 46,1             |
| Середній максимум, °C   | 10,0             | 12,8             | 17,2             | 22,8             | 27,2             | 32,8             | 35,0             | 35,6             | 31,1             | 25,0             | 16,7             | 11,7             | 23,3             |
| Середній мінімум, °C    | −3,9             | −1,7             | 1,7              | 8,3              | 13,3             | 18,9             | 20,6             | 20,0             | 15,6             | 8,9              | 1,1              | −2,2             | 8,3              |
| Абсолютний мінімум, °C  | −25,6            | −20              | −18,9            | −6,7             | −0,6             | 6,7              | 11,7             | 9,4              | 1,1              | −5,6             | −13,3            | −18,3            | −25,6            |
| Норма опадів, мм        | 25               | 25               | 41               | 71               | 130              | 89               | 66               | 58               | 53               | 66               | 25               | 28               | 673              |
| Днів з дощем            | 2,8              | 2,8              | 4                | 5,9              | 7,2              | 6,2              | 5,1              | 4,6              | 3,7              | 4,4              | 2,3              | 2,9              | 51,9             |
| Вологість повітря, %    | 63               | 60               | 56               | 55               | 61               | 64               | 57               | 56               | 65               | 62               | 63               | 67               | 61               |
| ----------------------- | ---------------- | ---------------- | ---------------- | ---------------- | ---------------- | ---------------- | ---------------- | ---------------- | ---------------- | ---------------- | ---------------- | ---------------- | ---------------- |
| Джерело: weather.com    |                  |                  |                  |                  |                  |                  |                  |                  |                  |                  |                  |                  |                  |

## Демографія
Згідно з переписом 2010 року, у місті мешкали 9033 особи в 3308 домогосподарствах у складі 2231 родини. Густота населення становила 371 особа/км².  Було 3801 помешкання (156/км²).
Расовий склад населення:
| - 65,7 % — білих - 7,1 % — корінних американців - 5,1 % — чорних або афроамериканців - 0,8 % — азіатів - 0,1 % — вихідців з тихоокеанських островів - 16,8 % — осіб інших рас |

До двох чи більше рас належало 4,4 %. Частка іспаномовних становила 27,8 % від усіх жителів.
За віковим діапазоном населення розподілялося таким чином: 28,5 % — особи молодші 18 років, 56,4 % — особи у віці 18—64 років, 15,1 % — особи у віці 65 років та старші. Медіана віку мешканця становила 34,4 року. На 100 осіб жіночої статі у місті припадало 94,2 чоловіків;  на 100 жінок у віці від 18 років та старших — 93,6 чоловіків також старших 18 років.
Середній дохід на одне домашнє господарство  становив 60 430 доларів США (медіана — 46 809), а середній дохід на одну сім'ю — 69 790 доларів (медіана — 54 163). Медіана доходів становила 34 846 доларів для чоловіків та 31 514 долари для жінок. За межею бідності перебувало 16,1 % осіб, у тому числі 17,9 % дітей у віці до 18 років та 10,9 % осіб у віці 65 років та старших.
Цивільне працевлаштоване населення становило 4051 осіб. Основні галузі зайнятості: освіта, охорона здоров'я та соціальна допомога — 18,4 %, сільське господарство, лісництво, риболовля — 11,6 %, мистецтво, розваги та відпочинок — 10,7 %, роздрібна торгівля — 10,6 %.